# Фуэнтес, Джош
Джошуа Луис Фуэнтес (англ. Joshua Luis Fuentes, 19 февраля 1993, Ранчо-Санта-Маргарита, Калифорния) — американский бейсболист, игрок третьей базы клуба Главной лиги бейсбола «Колорадо Рокиз».

## Биография
Джош Фуэнтес родился 19 февраля 1993 года в Ранчо-Санта-Маргарита в Калифорнии. Он приходится родственником профессиональному бейсболисту Нолану Аренадо. Он окончил школу Трабуко-Хиллс в Мишен-Вьехо, затем учился в колледже Саддлбек и Баптистском университете Миссури. На драфте Главной лиги бейсбола 2014 года Фуэнтес выбран не был, после чего в статусе свободного агента подписал контракт с клубом «Колорадо Рокиз».
В составе фарм-системы «Рокиз» Фуэнтес в 2015 и 2016 годах играл за «Ашвилл Туристс» и «Модесто Натс». Сезон 2017 года он провёл в «Хартфорд Ярд Гоутс», летом сыграв в Матче всех звёзд Восточной лиги. В 2018 году его перевели в команду AAA-лиги «Альбукерке Изотопс», где Фуэнтес отбивал с эффективностью 32,7 %, выбив 14 хоум-ранов и набрав 95 RBI. Он сыграл в Матче всех звёзд лиги и был признан его самым ценным игроком. По итогам года Фуэнтес был признан лучшим новичком и самым ценным игроком Лиги Тихоокеанского побережья. После завершения сезона он был включён в расширенный состав «Колорадо».
Шестого апреля 2019 года Фуэнтес дебютировал в Главной лиге бейсбола, выйдя на замену в матче против «Лос-Анджелес Доджерс». В регулярном чемпионате он выходил на биту 55 раз, отбивая с показателем 21,8 %. В сокращённом из-за пандемии COVID-19 сезоне 2020 года Фуэнтес сыграл в 30 матчах, отбивая с эффективностью 30,6 % и набрав 17 RBI. По итогам чемпионата журнал Baseball America назвал его Новичком года в составе «Колорадо».